# موتور سیکل متغیر

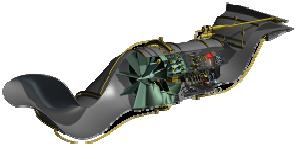
برشی عرضی از طرح بالقوه موتور ADVENT

موتور سیکل متغیر VCE (به انگلیسی Variable cycle engine) یک موتور جت هواپیماست که به گونه ای طراحی شده است که بتواند تحت شرایط مختلط پروازی کارایی داشته باشد، شرایطی همچون فروصوتی، صوتی و فراصوتی.
نسل بعدی ترابری هوایی (SST)  ممکن است به گونه ای از موتور VCE.SST  نیاز داشته باشد که رانش ویژه بالایی در پرواز ابرپیمایشی داشته باشد تا نیروی پسار وارد بر هواپیما کاهش یابد. بدبختانه، این موضوع سرعت جت بالا را نه تنها در پرواز ابرپیمایشی که در برخاست نیز ضروری می سازد و باعث سروصدای بالای هواپیما می شود.
یک موتور با رانش ویژه بالا طبق تعریف سرعت بالایی دارد، همانگونه که معادلات زیر درباره رانش خالص نشان می دهند:
{\displaystyle {\dot {F}}={\dot {m}}(Vjef-Va)}
{\displaystyle {\dot {m}}={\operatorname {d} \!m \over \operatorname {d} \!t}}                                              دبی جرمی ورودی
{\displaystyle Vjef}                                                    سرعت جت کاملا منبسط شده
{\displaystyle Va}                                                       سرعت پرواز هواپیما
{\displaystyle {\dot {F}}/{\dot {m}}=(Vjef-Va)}                       بازنویسی معادله
برای سرعت پرواز صفر رانش ویژه با سرعت جت رابطه مستقیم دارد.
موتور رولز-رویس/سنکما الیمپوس ۵۹۳ در هواپیما کنکورد رانش ویژه بالا در پرواز ابرپیمایشی و برخاست دارد. این موضوع به تنهایی باعث سروصدای بالای موتور می شود ولی این مشکل با توجه به نیاز به میزان متوسطی از پس سوز برای برخاست پیچیده تر می شود. یک موتور SST VCE  برای کاهش سرعت جت در یک رانش مشخص باید جریان هوای ورودی موتور را به مقدار زیادی افزایش دهد.